# البحرين في دورة الألعاب الآسيوية 1982
شاركت مملكة البحرين في دورة الألعاب الآسيوية 1982 في دلهي عاصمة الهند من 19 نوفمبر إلى 4 ديسمبر 1982. حصلت البحرين على ميدالية برونزية واحدة محتلة المركز التاسع عشر في الترتيب العام من خلال أحمد حمادة في سباق 400 متر حواجز.